# Commune fusionnée de Thalfang am Erbeskopf
La commune fusionnée de Thalfang am Erbeskopf est une municipalité allemande située dans le land de Rhénanie-Palatinat et l'Arrondissement de Bernkastel-Wittlich. 